# Aeroportul Ali-Sabieh
Aeroportul Ali-Sabieh (IATA: AII, ICAO: HDAS) este un aeroport din Ali Sabieh, Regiunea Ali Sabieh, Djibouti.
Situat la o altitudine de 711 m, aeroportul dispune de o singură pistă.